# الکساندر نودلمن
آلکساندراِمانوئیلویچ نودلمان (روسی: Александр Эммануилович Нудельман ۲۱ اوت ۱۹۱۲ الی ۲ اوت ۱۹۹۶) طراح جنگ‌افزار و دارای دکتری فنی (سال ۱۹۶۳) محقق اهل اتحاد جماهیر شوروی بود. سیستم‌های تسلیحاتی متعددی تحت هدایت او ایجاد شد. نودلمن کمک‌های ویژه ای به توسعه توپ‌های هواپیمایی و همچنین راکت‌های غیرقابل هدایت و موشک‌های هدایت شونده ضد تانک کرد. وی دو بار نشان قهرمان کار سوسیالیستی را دریافت نمود.

## زندگی و شغل
الکساندر نودلمان در اودسا از پدری یهودی، امانویل آبراموویچ نودلمن (۱۸۷۷ الی۱۹۴۵)، که رئیس یک مغازه مکانیکی محلی بود، و مادری به نام استر ایزاکوونا نودلمن (با نام خانوادگی اشتاینمن (قبل از ازدواج) ۱۸۷۹ الی ۱۹۶۰) به دنیا آمد.
پس از فارغ‌التحصیلی از کالج فنی در سال ۱۹۲۹، او در دفتر طراح و در مؤسسه صنعتی اودسا / مؤسسه پلی تکنیک اودسا و سپس در دفتر طراحی OKB-16 زیر نظر یاکوب تاوبین مشغول کارشد.
وی در سال ۱۹۴۲ مدیر و طراح اصلی OKB، مشاور وزارت دفاع شرکتی اتحاد جماهیر شوروی در سال ۱۹۸۷ و در سال ۱۹۹۱ به سمت مشاور تحقیقاتی در کی‌بی توچماش منصوب شد.
او از پایان‌نامه خود دفاع کرد، که در آن اصول ساخت و طراحی راه حل‌های نسل جدید از توپ‌های خودکار را ارائه نمود.
نودلمان همکاری نزدیکی با پروفسور لئونید لینیک، رئیس آزمایشگاه ژنراتورهای کوانتومی نوری در «انستیتوی بیماری‌های چشم و بافت درمانی فیلاتوف» داشت، جایی که تأیید تجربی و بالینی اولین دستگاه‌های لیزر اتحاد جماهیر شوروی، که در OKB-16 ساخته شده بودند، انجام شد. با این همکاری، اولین لیزر درمانی پزشکی توسط پروفسور لئونید لینیک در سال ۱۹۶۳ انجام شد.
پس از بازنشستگی در سال ۱۹۸۷، نودلمان به عنوان مشاور کی‌بی توچماش به کار ادامه داد و در آن زمان به سمت مشاور وزارت دفاع شرکتی اتحاد جماهیر منصوب شد.
نودلمان تا زمان مرگش در مسکو کار و زندگی کرد و با افتخارات نظامی در گورستان کونتسفو به خاک سپرده شد.
برخی از جنگ‌افزارهای طراحی شده توسط نودلمان
- ان. اس-۳۷ سال ۱۹۴۱ برای  لاگگ-۳،  یاک-۹ تی،  ایل-۲
- ان. اس-۲۳ سال ۱۹۴۳ برای ایل-۱۰، میگ-۹، میگ-۱۵ و یاک-۱۵
- ان. اس-۴۵ سال ۱۹۴۳ برای  یاک-۹ کی
- ان-۳۷ سال ۱۹۴۴ برای میگ-۹، میگ-۱۵، میگ-۱۵ بیس و میگ-۱۷ یاک-۲۵
- ان. آر-۲۳ سال ۱۹۴۷ برای ال.آ-۱۵، ایل-۲۸، میگ-۱۵ بیس،  تو-۴،  تو-۱۴، یاک-۲۳، میگ-۱۷، ایل-۱۰ ام
- ان. آر-۳۰ سال ۱۹۵۰ برای میگ-۱۹،  سوخو-۷ بی، سوخو-۱۷ ام

## جوایز و افتخارات
الکساندر نودلمان موفق به اخذ جوایز و کسب افتخارات فراوان شد، همانند:
- دو بار قهرمان کار سوسیالیست - بالاترین جایزه غیرنظامی در اتحاد جماهیر شوروی (۱۹۶۶، ۱۹۸۲)[۳]
- برنده جایزه لنین (۱۹۶۴)[۴]
- برنده جایزه دولتی اتحاد شوروی (۱۹۷۹٬۱۹۷۰٬۱۹۵۱٬۱۹۴۶٬۱۹۴۳)[۵]
- نشان لنین- بالاترین نشان اعطا شده توسط اتحاد جماهیر شوروی (۱۹۸۲٬۱۹۷۰٬۱۹۶۶٬۱۹۴۵)[۶]
- نشان انقلاب اکتبر (۱۹۷۱)[۷]
- نشان پرچم سرخ کار (۱۹۷۶٬۱۹۴۰)[۸]
- نشان کوتوزوف درجه اول و درجه دوم (۱۹۴۵٬۱۹۴۴)[۹]